# 코엑스
코엑스(COEX, COnvention & EXhibition)는 대한민국 서울특별시 강남구에 있는 한국무역협회 소속의 사기업으로, 종합전시설과 코엑스몰을 운영·관리하고 있다. 원래 명칭은 KOEX였으나 1998년 3월 14일에 명칭을 COEX로 변경했다. 2호선 삼성역과 9호선 봉은사역이 코엑스와 연결되어 있다.
종합전시시설은 본관과 별관으로 구성되어 있고 주변에는 외국인 카지노를 비롯, 호텔과 백화점 등의 편의시설이 있으며, 지상에는 공연장인 '코엑스 아티움' 위치하고 있다.
COEX는 매월 30~50여개의 국제전시회를 기획, 주최하던 대한민국 최대의 전시주최자(PEO:Professional Exhibition Organizer)이면서 전문 국제회의 기획사(PCO:Professional Convention Organzier)이다. 코엑스가 주최하던 전시회 중 6개의 전시회는 국제전시협회(UFI)의 국제인증을 받은 전시회이며, 최근(2009~)엔 베트남 호치민에서 대한민국 최초로 독자 해외전시회(Vietnam Shop & Franchise show)를 개최하고 있다.
COEX는 한국무역협회 소유의 기업으로, 대한민국에 소재한 컨벤션센터 대부분이 각 지자체에서 설립한 공기업에 의해 운영되는 것에 대해 대조적이다. 2012년 2월 COEX의 직원 현원은 198인이다.

## 역사
1979년 3월 종합전시시설(KOEX)이 개관하였고, 1998년 7월 COEX (Convention & Exhibition)로 개명하였고 2000년 5월 코엑스몰이 개장하였다.
2000년 10월 아시아 유럽 정상회의(ASEM) 세 번째 정상회의를 개최, 2001년 9월 제36회 국제기능올림픽대회(기능 올림픽)을 개최, 2002년 FIFA 월드컵 대회에서 국제 미디어 센터를 운영, 2004년 제8회 유엔 환경 계획 (UNEP) 특별 총회를 개최했다.
2009년 4월에는 지상에  코엑스 아티움이 개관하였다.
종합전시시설의 국제회의장에서 2010년 11월 11일부터 12일까지 서울 G20 정상회의가 열렸다.
2013년 3월부터는 코엑스몰과 더불어 전체 리노베이션에 들어갔다. 코엑스몰은 1년 8개월 간의 리노베이션을 마치고 2014년 11월 27일 재개장하였다. 그러나 실적이 부진하여 2016년부터 운영권이 신세계그룹에 인수되어 스타필드 코엑스로 운영된다.

## 코엑스스퀘어
2016년 조감도가 공개되었고 2017년 9월 6일 K-POP 광장을 착공했다. 같은 해 코엑스에 광고가 들어서고 2018년 2월 옥외광고가 코엑스에 들어섰고 2018년 3월에 K-POP 광장이 개장되었으며 케이팝 뮤직비디오를 감상할 수 있고 광고를 볼 수 있다. 현대백화점 무역센터 외벽 LED 미디어 구축은 2018년 6월 1일에 공사가 시작됐고 10월 31일에 완료했다.

## 이벤트
- 2000년 서울 아시아·유럽 정상회의 - 2000년 10월
- 국제기능올림픽대회 - 2001년 9월
- 2002년 FIFA 월드컵 - 2002년 6월
- 유엔 환경 계획 - 2004년
- 서울 G20 정상회의 - 2010년 11월
- 2012년 핵안보정상회의 - 2012년 3월 26일 ~ 27일
- 국제수학교육대회 - 2012년 7월 8일 ~ 15일
- 2012 티빙 스타리그 - 2012년 7월 28일
- 살롱 뒤 쇼콜라 서울 - 2014년 1월
- 글로벌 해커톤 서울 - 2014년 7월 29일 ~ 8월 1일
- 영동대로 Countdown - 2011년부터 매년 12월 31일[4] (현대자동차 주관)

## 사건 및 사고
- 2015년 10월 25일 - IS가 코엑스몰을 폭파하겠다고 경고하여, 경찰특공대 등이 출동하였으나, 다행히 폭발물은 없었다.
- 2016년 12월 2일 - 코엑스를 비롯해 아셈타워 등등 대규모 정전사태가 벌어져 여러 업소가 영업이 중단되었다.
- 2025년 4월 25일 - 오전 11시 06분경에 코엑스 2층 식당에서 화재가 발생했다.[5]

## 대중문화
- 2019년에 개봉된 영화 걸캅스에 나온다.
- 2020년에 방영된 애니메이션 갓 오브 하이스쿨에 나온다.

## 사진

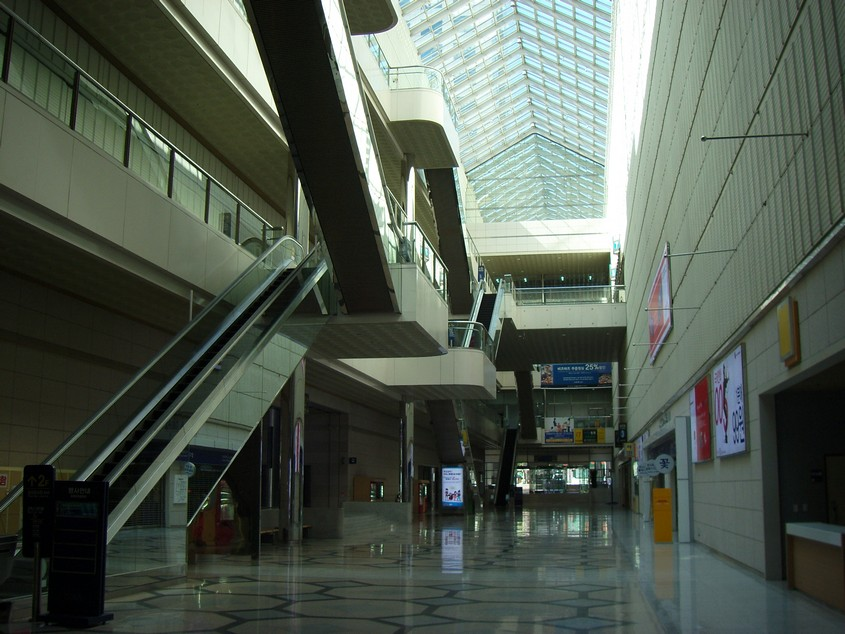
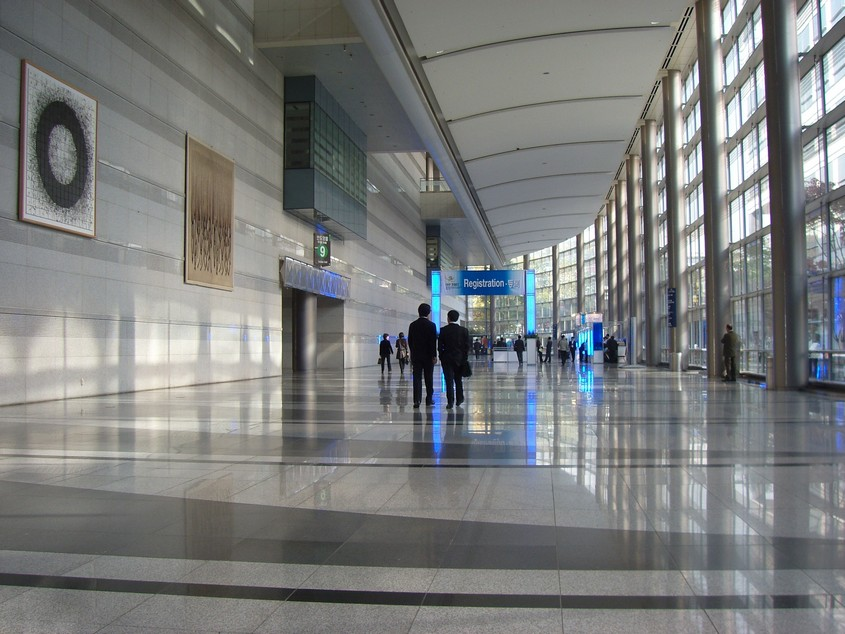
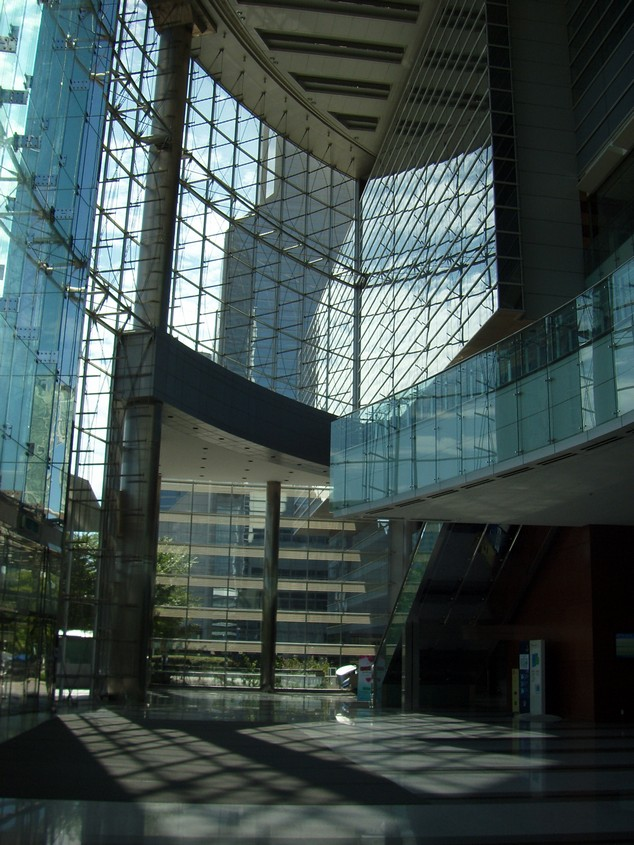
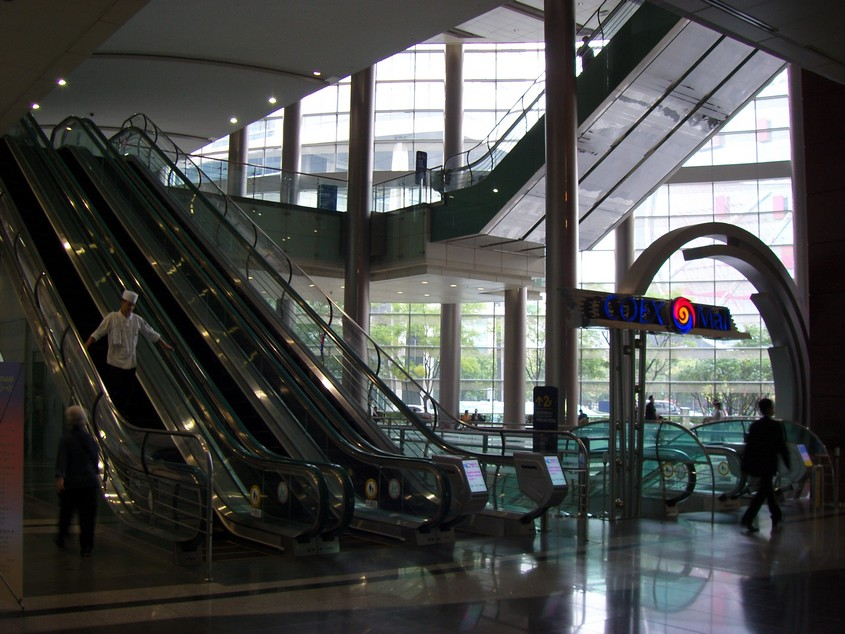
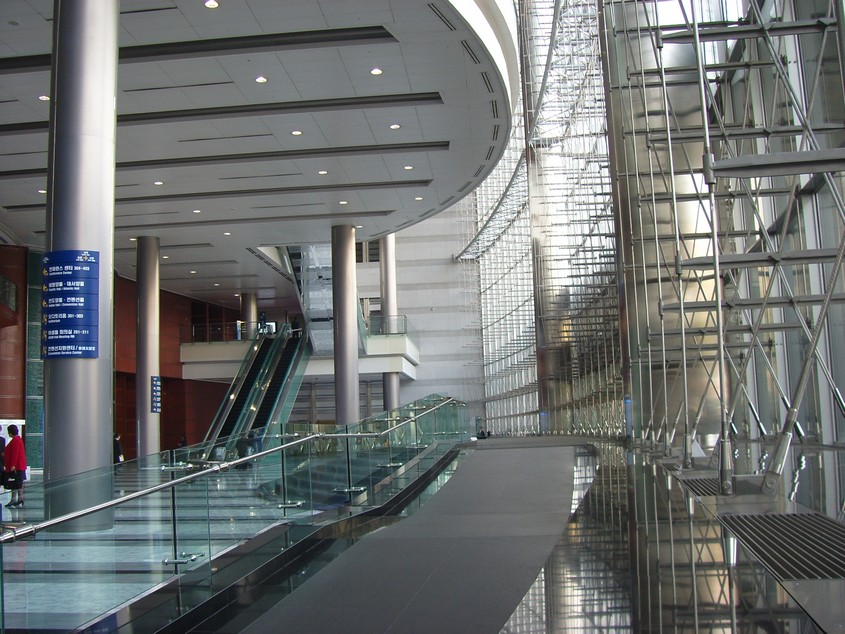
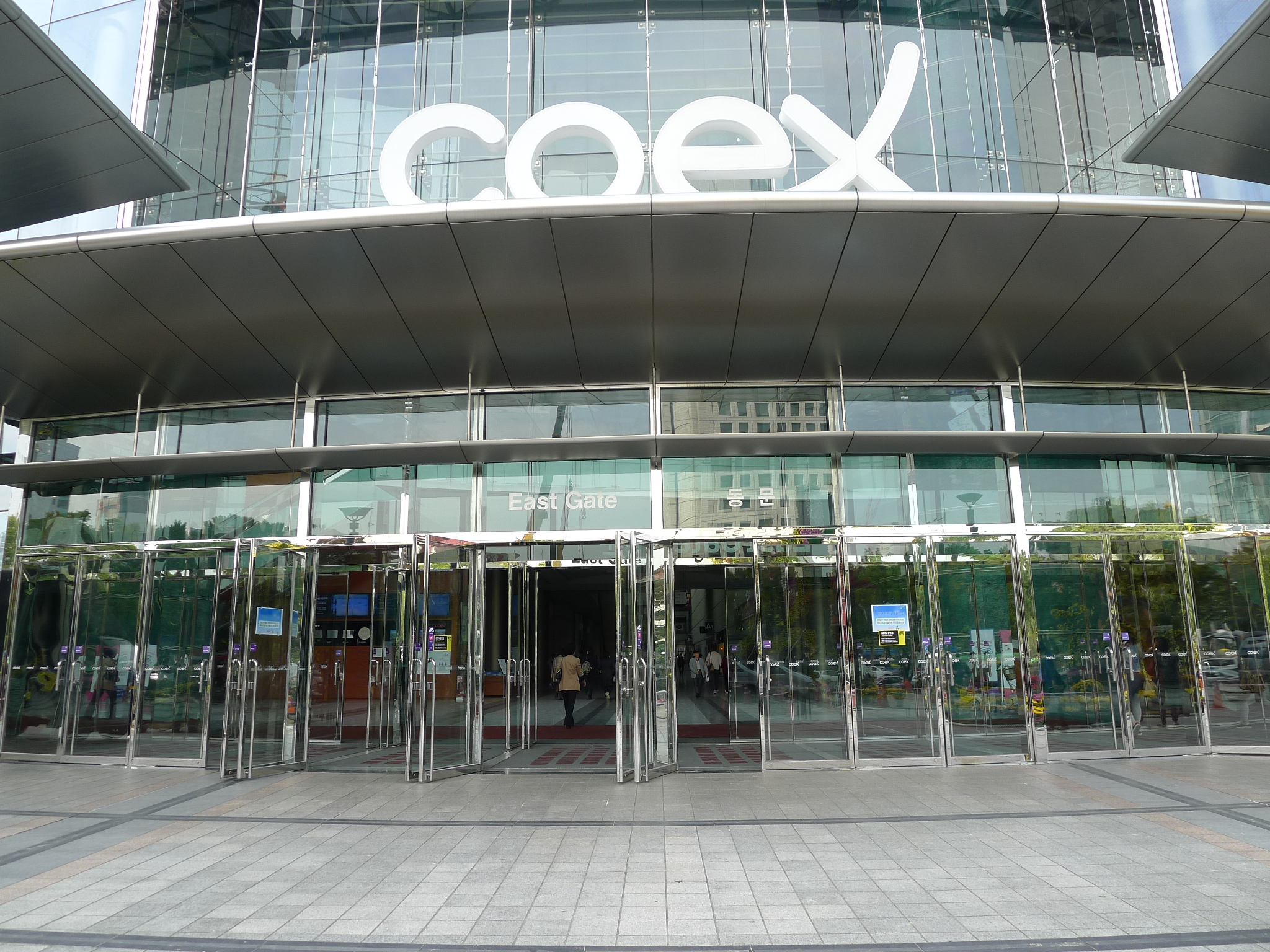

## 같이 보기
- 한국무역협회
- 한국종합무역센터
- 코엑스몰
- 트레이드 타워
- 아셈 타워
- 코엑스 아쿠아리움
- 영동대로 복합환승센터
- 코엑스 마곡 르웨스트